# Ракицеле (Клуж)
Ракицеле (рум. Răchițele) насеље је у Румунији у округу Клуж у општини Маргау. Oпштина се налази на надморској висини од 837 m.

## Становништво
Према подацима из 2002. године у насељу је живело 836 становника, од којих су сви румунске националности.